# Mali Piruzi
Mali Piruzi je majhen nenaseljen otok v Jadranskem morju. Pripada Hrvaški.
V državnem programu za zaščito in uporabo majhnih, občasno naseljenih in nenaseljenih otokov ter okoliškega morja Ministrstva za regionalni razvoj in sklada Evropske unije je Mali Piruzi uvrščen med »otoke z manjšo nadmorsko formacijo (kamnine različnih oblik in velikosti)«. Površina otoka je 1298 m2. Pripada mestu Rovinj.